# Plataforma T tracción trasera (General Motors)
La plataforma T de General Motors (GM) (comúnmente llamado T-car o T-Body) fue una designación de plataforma de automóvil para una serie mundial de automóviles subcompactos del segmento C de tracción trasera desarrollado en Alemania por Opel, filial de la empresa estadounidense General Motors, con la asistencia de ingeniería de Isuzu Motors de Japón.
Diseñado en Alemania Occidental como el primer intento de General Motors de fabricar un automóvil para el mercado mundial, el Chevette apareció por primera vez a través de la filial brasileña de General Motors do Brasil en marzo de 1973 como un sedán de dos puertas. En septiembre de 1973 se introdujo en Alemania como la tercera generación del Opel Kadett, y en noviembre del mismo año, los japoneses podrían comprarlo como el Isuzu Bellett Gemini. En octubre de 1974 fue construido para el mercado argentino como el Opel K-180. En 1975, los británicos se encontraron con el Vauxhall Chevette, los australianos dijeron «buen día compañero» para Holden Gemini y los norteamericanos saludaron al Chevrolet Chevette.

## Aplicaciones
Alemania
- Opel Kadett C (agosto 1973-1979)

Argentina
- Opel K-180 (octubre 1974-1979)
- GMC Chevette (1992-1995)

Australia
- Holden Gemini (1975-1985)

Brasil
- Chevrolet Chevette (marzo 1973-1994)
- Chevrolet Marajó (1980-1989)
- Chevrolet Chevy 500 (1984-1995)

Canadá
- Chevrolet Chevette (1975-1987)
- Pontiac Acadian (1976-1987)

Chile
- Chevrolet Chevette (1981-1992)

Colombia
- Chevrolet Chevette (1981-1998)

Corea del Sur
- Saehan Gemini (1977-1981)
- Saehan Maepsy (1982-1983)
- Saehan Max (pickup) (1977-1983)
- Daewoo Maepsy (1983-1984)
- Daewoo Maepsy-Na (1984-1989)
- Daewoo Max (pickup) (1983-1988)

Ecuador
- Aymesa Cóndor (1981-1987)
- Chevrolet Cargo (1983-1987)

Estados Unidos
- Chevrolet Chevette (1976–1987)
- Opel Isuzu / Buick Opel (1976–1979)
- Pontiac T1000 (1981–1986)
- Isuzu I-Mark (1981–1984)

Japón
- Isuzu Bellett Gemini (noviembre 1973-1975)
- Isuzu Gemini (1975-1985)

Malasia
- Opel Gemini

Nueva Zelanda
- Vauxhall Chevette (1975-1984)
- Vauxhall Chevanne (1976-1984)
- Isuzu Gemini (1974-1987)
- Holden Gemini (1975-1985)

Reino Unido
- Vauxhall Chevette (1975-1984)
- Bedford Chevanne (1976-1984)

Uruguay
- Grumett (1976-1982)

Venezuela
- Chevrolet Chevette (1984-1987)
- Chevrolet San Remo (1984-1987)

## Descendientes

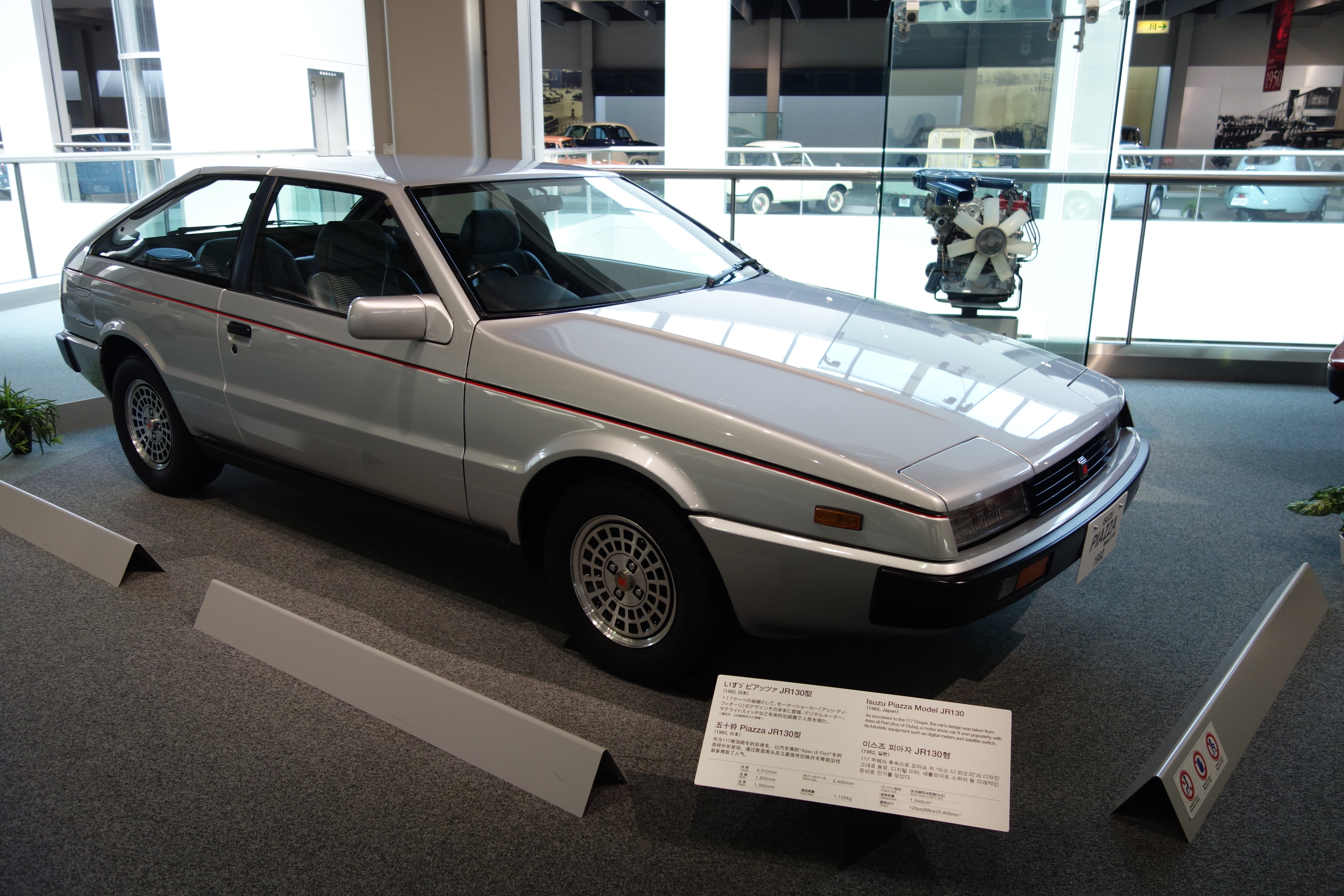
Isuzu Piazza (1980-1990)

En 1978, Isuzu encargó a Giorgetto Giugiaro diseñar un nuevo automóvil deportivo sobre la Plataforma T para reemplazar al Isuzu 117 Coupé (también un diseño de Giugiaro). El resultado fue el Isuzu Piazza  en 1980. Se introdujo en los Estados Unidos en 1983 como Isuzu Impulse y en Australia en 1986 como Holden Piazza.